# Cooperative Village
Cooperative Village est un quartier du Lower East Side dans l'arrondissement de Manhattan, à New York. Il se compose essentiellement de résidences placées sous la tutelle de coopératives de logement (cooperative housing en anglais), ce qui explique le nom du quartier. Ces résidences sont pour la plupart situées autour de Grand Street, c'est-à-dire à proximité du pont de Williamsburg. Les coopératives sont en fait le plus souvent des entreprises qui possèdent des biens immobiliers et permettent à leurs actionnaires de bénéficier d'un logement au loyer modéré dans l'un des immeubles qu'elles possèdent, grâce à un “accord d'occupation” Occupancy Agreement dont le fonctionnement est proche de celui d'un bail. Quatre coopératives possèdent la majorité des immeubles du quartier, et proposent 4 500 appartements, répartis dans douze bâtiments.
Les coopératives sont contraintes de respecter les Rochdale Principles (principes Rochdale) qui donnent à tout locataire une voix au sein de la communauté, quelle que soit la valeur totale des actions qu'il possède. Mais la revente des titres était en contrepartie contrôlée. Ainsi, tout locataire qui quittait son logement devait revendre ses actions à la coopérative à leur prix d'achat, prix dont une petite taxe était déduite. Après la suppression progressive des organismes financiers qui géraient les appartements, les actionnaires décidèrent, à l'occasion de votes distincts en 1997 puis 2000 de mettre fin aux limitations quant à la revente des actions. Mais afin de conserver des coûts d'entretien faible pour les locataires de longue date, pour la plupart des retraités, une taxe fut perçue sur la vente des appartements par d'anciens locataires, qui bénéficiaient de la hausse des prix des logements pour obtenir une marge. Cette « taxe », de l'ordre de 8,5 % à 17,5 % de la valeur brute de l'appartement doit ainsi permettre d'effectuer des réparations et des entretiens sur les immeubles.